# أورشليم (كتاب لمندلسون)
أورشليم، أو في السلطة الدينية والديانة اليهودية (بالألمانية: Jerusalem oder über Religiousiöse Macht und Judentum) هو كتاب ألفه موسى مندلسون، ونُشر لأول مرة في عام 1783، وهو نفس العام الذي نشر فيه الضابط البروسي كريستيان فيلهلم فون دوم الجزء الثاني من مذكرته بعنوان حول تحسين الحالة المدنية لليهود. وكان موسى مندلسون أحد الشخصيات الرئيسية في عصر التنوير اليهودي (الهسكلة)، ويمكن اعتبار رسالته البحثية الفلسفية التي تتناول العقد الاجتماعي والنظرية السياسية (خاصة فيما يتعلق بمسألة الفصل بين الدين والدولة) من أهم مساهماته في الهسكلة. ويتألف هذا الكتاب الذي كتب في بروسيا عشية الثورة الفرنسية من جزأين وكل منهما مُرقم على حدة. ويناقش الجزء الأول «السلطة الدينية» وحرية الضمير في سياق النظرية السياسية (باروخ سبينوزا، وجون لوك، وتوماس هوبز)، ويناقش الجزء الثاني مفهوم مندلسون الشخصي عن اليهودية فيما يتعلق بالدور العلماني الجديد لأي دين ضمن دولة مستنيرة. وقد جمع موسى مندلسون في كتابه بين الدفاع عن السكان اليهود ضد الاتهامات العامة مع النقد المعاصر للظروف الحالية للنظام الملكي البروسي.

## الخلفية التاريخية
في عام 1763 زار بعض طلاب اللاهوت موسى مندلسون في برلين بسبب سمعته كرجل مفكر، وأصروا على أنهم يريدون معرفة رأي مندلسون بالمسيحية. وبعد ثلاث سنوات أرسل أحدهم وهو السويسري يوهان كاسبار لافاتير ترجمته الألمانية الخاصة لفلسفة العود لشارل بونيه مع إهداء لمندلسون. وفي هذا الإهداء كلف مندلسون بتتبع أسباب بونيه لاعتناق المسيحية أو دحض حجج بونيه. ونشر الكاهن الطموح لافاتير إهداءه لمندلسون ورد مندلسون جنبًا إلى جنب مع رسائل أخرى تعود إلى عام 1774، بما في ذلك صلاة للدكتور كولبيلي «تعميد إسرائيليين نتيجة مناظرة مندلسون». وأساء بذلك إلى سمعة مندلسون ورسائله حول التسامح الديني وأظهره كمشيح مسيحي لليهودية المعاصرة، متجاهلًا الهسكلة باعتبارها اعتناقًا للمسيحية.
وأخذت هذه المكيدة إلى أوقات الحروب الصليبية في العصور الوسطى في المسرحية المجازية ناثان الحكيم للكاتب غوتهولد إفرايم ليسينغ صديق مندلسون: ووضع ليسينغ مكان الكاهن الشاب لافاتير الشخصية التاريخية صلاح الدين، الذي ظهر كبطل متسامح في الحروب الصليبية من المنظور المعاصر لعلم التأريخ المستنير. وكان الدافع وراء رد ناثان بحكاية الخاتم مأخوذًا من «ديكاميرون» للمؤلف بوكاتشيو، وكان ليسينغ يهدف إلى جعل مسرحيته كنصب تذكاري للتسامح والتنوير مكرس لموسى مندلسون. وكان ليسينغ ماسونيًا منفتحًا وعصريًا، وكان لديه هو نفسه نزاعًا لاهوتيًا (Fragmentenstreit) حول الحقيقة التاريخية للعهد الجديد مع الأرثوذكسي اللوثري القس الكبير يوهان ملكيور غويزي في هامبورغ خلال سبعينيات القرن الثامن عشر. وأخيرًا حُظر في عام 1778 من قبل كارل الأول دوق براونشفايغ فولفنبوتل. وكان الهدف من طريقة ليسينغ الجديدة للسؤال عن أصول دين معين والنظر إلى جهوده في التسامح الديني هو انعكاس للممارسة السياسية الحالية.
في عام 1782 بعد إعلان ما يسمى «امتياز التسامح» في ملكية هابسبورغ في عهد جوزيف الثاني، بدأ العمل «بالامتيازات» في النظام الملكي الفرنسي في عهد لويس السادس عشر، وأصبح الدين وخاصة التحرر اليهودي موضوعًا مفضلًا للنقاشات الخاصة في الألزاس واللورين، وتبع هذه المناقشات غالبًا منشورات رجال الدين المسيحيين والرؤساء. ويمكن اعتبار كتاب أورشليم أو في السلطة الدينية والديانة اليهودية لمندلسون على أنه مساهمته في هذه النقاشات.
خلال سبعينيات القرن الثامن عشر طُلب إلى مندلسون كثيرًا أن يعمل كوسيط من اليهود في سويسرا والألزاس، وقد دعم لافاتير تدخل مندلسون. ونحو عام 1780 كانت هناك مؤامرة أخرى معادية للسامية في الألزاس، حين اتهم فرانسوا هيل السكان اليهود بإرهاق الفلاحين. ولم يمكن لليهود الألزاسيين المعاصرين شراء الأرض قانونًا، لكنهم غالبًا ما كانوا موجودين كأصحاب نزل ومرابين في المناطق الريفية. وطُلب إلى موسى مندلسون من قبل هرتس سيرفبر الزعيم المجتمعي لليهود الألزاسيين أن يجيب على مذكرة حول التمييز القانوني ضد السكان اليهود لأنها كانت ممارسة شائعة للإدارة البروسية. ورتب موسى مندلسون مذكرة بواسطة الضابط البروسي والماسوني كريستيان فيلهلم فون دوم حيث حاول كلا المؤلفين ربط تأكيد الحالة غير المستنيرة مع المطالبة بتحسين عام للحالة المدنية.